# 히가시쓰노촌
히가시쓰노촌(일본어: 東津野村)은 일본 고치현 다카오카군에 있던 촌이다.

## 역사
- 1889년 4월 1일 - 정촌제 시행에 수반해 다카오카군 히가시쓰노촌이 성립하였다.
- 1956년 9월 30일 - 가미하야마촌, 시모하야마촌이 합병해 히가시쓰노촌이 되었다.
- 2005년 2월 1일 - 하야마촌과 합병해 쓰노정이 되었다.

## 행정
- 촌장 : 나카코시 요시유키 (中越義幸) (재임 1942-1945, 중의원 의원)

## 참고 문헌
- 角川日本地名大辞典編纂委員会,『角川日本地名大辞典 39 高知県』1983, 角川書店